# The Hardest Part
«The Hardest Part» és una cançó del grup de música anglès Coldplay, publicada com a quart senzill del seu tercer àlbum, X&Y.
Es tracta d'una balada de piano acompanyada de guitarra i bateria a tempo lent. Mentre que l'anterior senzill, "Talk", fou un homenatge a la banda alemanya Kraftwerk, aquesta cançó era un reconeixement a la banda estatunidenca R.E.M..
La cançó fou llançada el 3 d'abril de 2006 al Regne Unit i als Estats Units com a quart senzill del disc X&Y junt amb "How You See the World" com a cara-B, enregistrada en directe al Earls Court Exhibition Centre de Londres. Posteriorment també es va llançar al Canadà, Austràlia i a la resta d'Europa. No va aconseguir gaire ressò en les llistes de senzills i per exemple, al Regne Unit ni tan sols hi va entrar. Una versió en directe a piano fou inclosa en l'àlbum de directes LeftRightLeftRightLeft que Coldplay va publicar l'any 2009.
El videoclip fou filmat el 3 de març de 2006 a Saint Petersburg, Florida, i dirigit per Mary Wigmore. Es mostra material de Attitudes, sèrie de televisió estatunidenca emesa entre 1985 i 1991. Les imatges es van modificar digitalment perquè hi pogués aparèixer Coldplay interpretant la cançó en directe.

## Llista de cançons
CD promocional
1. "The Hardest Part" – 4:25

CD internacional
1. "The Hardest Part" – 4:27
2. "How You See the World" (Directe a Earls Court) – 4:16